# District de Madean
Le district de Madean est un district de la province de Yauyos au Pérou. Lors du recensement de 2005, il avait une population de 846 habitants.

## Géographie
Le district de Madean couvre une superficie de 220,72 km2 et est située à une altitude de 3 300 m. Il fait partie de la province de Yauyos dans la région de Lima.

## Démographie
Lors du recensement de 2005, le district de Madean avait une population de 846 habitants. Ainsi, il avait une densité de population de 3,8 habitants par kilomètre carré.

## Annexe